# Johannes Lepsius
Johannes Lepsius (15. prosince 1858, Berlín – 3. února 1926, Merano) byl německý evangelický teolog a orientalista. Zabýval se zejména historií Arménie, snažil se zabránit arménské genocidě.

## Život

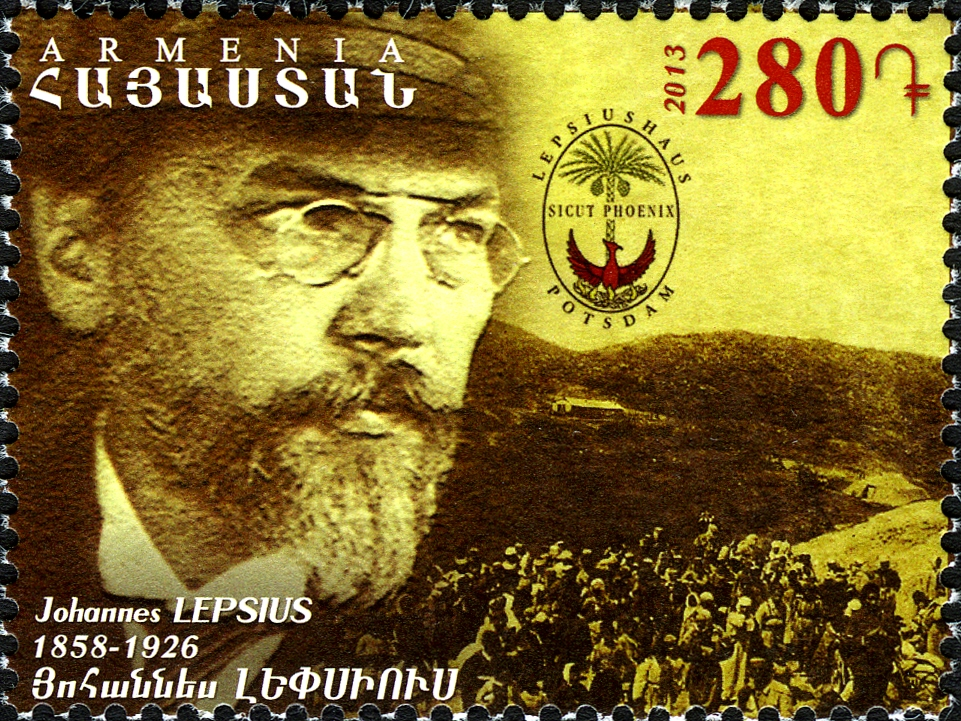
J. Lepsius na arménské známce vydané ke 100. výročí genocidy

Johannes Lepsius byl nejmladším synem Karla Richarda Lepsia, zakladatele německé egyptologie. Nejprve vystudoval matematiku a filozofii v Mnichově, později ještě teologii.
Během první světové války publikoval práci Bericht über die Lage des armenischen Volkes in der Türkei (Zprávy o situaci arménského lidu v Turecku), v níž pečlivě zdokumentoval a odsoudil arménskou genocidu. Její druhé vydání nazvané Der Todesgang des armenischen Volkes (Ulička smrti arménského lidu) obsahovala také rozhovor s tureckým ministrem Enverem Pašou, který byl jedním z hlavních strůjců genocidy. Lepsius publikoval zprávu tajně, protože Turecko bylo německým spojencem. Cenzura také její publikaci brzy zakázala z obav, jakou reakci by mohla vyvolat u strategicky významného spojence. Lepsius však dokázal včas rozšířit více než 20 tisíc výtisků.
Spisovatel Franz Werfel ve svém díle Die vierzig Tage des Musa Dagh (česky vyšlo jako Čtyřicet dnů) věnoval dvě kapitoly Lepsiovu úsilí o záchranu Arménů a jeho vyjednávání s Enverem Pašou. Nazývá jej přitom „strážným andělem Arménů“. V roce 2011 bylo v Postupimi otevřeno Lepsiovo muzeum, a to v domě, kde žil v letech 1908–1926.